# Potamotrygon scobina
La raya escobina (Potamotrygon scobina) es una especie de pez cartilaginoso de la familia Potamotrygonidae.

## Distribución
Habita en América del Sur, en la cuenca media y baja del río Amazonas, bajo Tocantins, Pará y Trombetas.
Su hábitat se encuentra dañado por la actividad humana.[cita requerida]